# Stanisław Kowalczyk (poseł ZSL)
Stanisław Kowalczyk (ur. 25 kwietnia 1918 w Szreniawie, zm. 20 września 1994) – polski rolnik i polityk, poseł na Sejm PRL VII kadencji z ramienia Zjednoczonego Stronnictwa Ludowego.

## Życiorys
Walczył w Batalionach Chłopskich. W 1945 osiadł w Malborku, gdzie pracował początkowo w Urzędzie Ziemskim, potem w Spółdzielni Rolniczej Handlowej. W 1947 objął gospodarstwo rolne w Stogach. W latach 1953–1975 pełnił mandat radnego Powiatowej Rady Narodowej, a od 1960 był członkiem prezydium Wojewódzkiego Komitetu ZSL. W 1971 został wiceprezesem Wojewódzkiego Komitetu ZSL w Gdańsku, a w 1975 w Elblągu. W 1969 zasiadł w Naczelnym Komitecie ZSL w Warszawie. Od 1967 do 1975 pełnił funkcję prezesa Powiatowego Komitetu ZSL w Malborku, a w latach 1956–1962 prezesa Powiatowego Zarządu Kółek Rolniczych w Malborku. W latach 1976–1980 był posłem na Sejm PRL z okręgu wyborczego Elbląg. Zasiadał w komisjach: Administracji, Gospodarki Terenowej i Ochrony Środowiska oraz Gospodarki Morskiej i Żeglugi.
Zmarł w 1994, pochowany na cmentarzu parafialnym w Malborku.

## Odznaczenia
- Krzyż Kawalerski Orderu Odrodzenia Polski
- Krzyż Partyzancki
- Złoty Krzyż Zasługi
- Srebrny Krzyż Zasługi
- Medal 30-lecia Polski Ludowej